# Stanislaw Smirnow

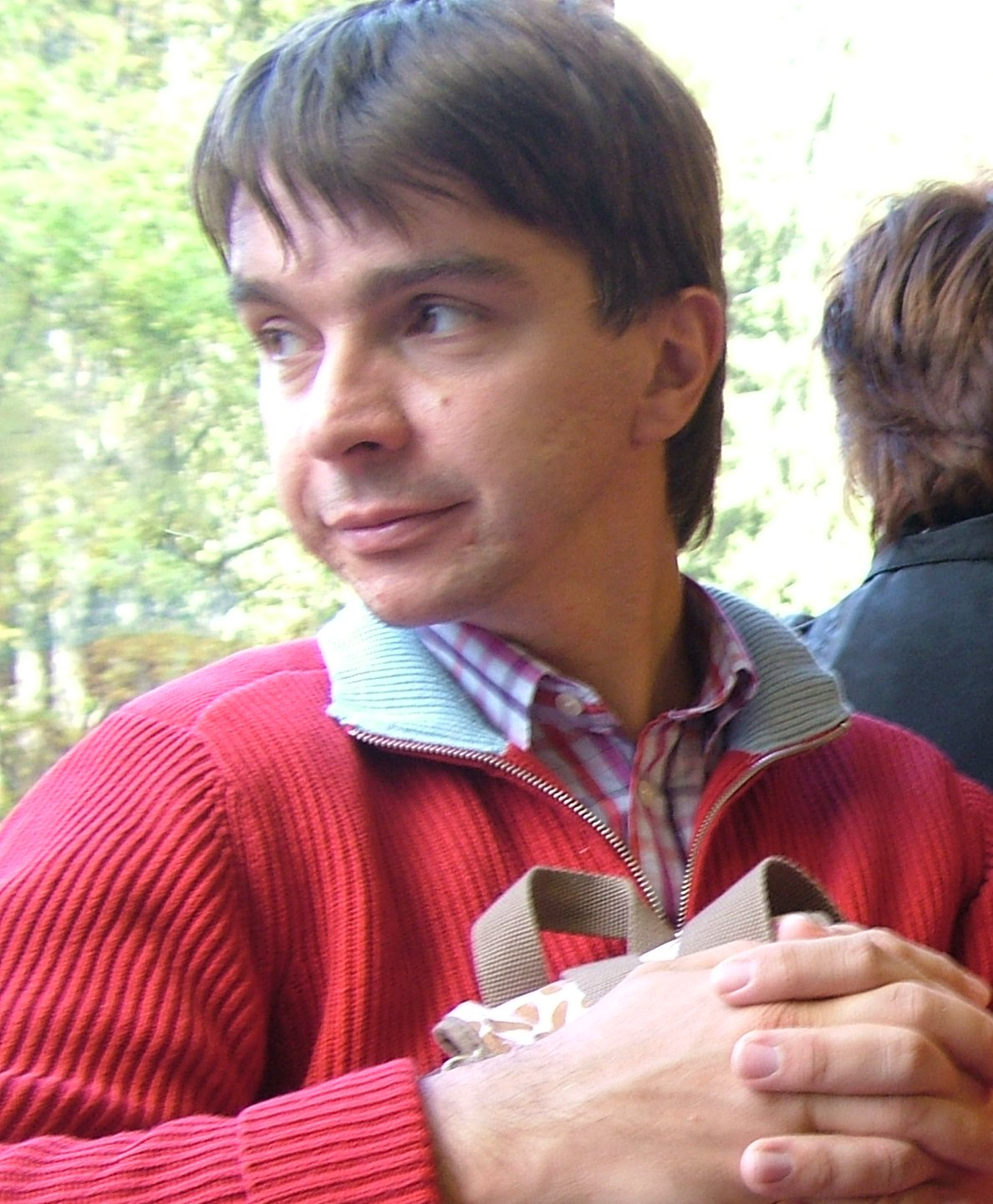
Stanislaw Smirnow (2008)

Stanislaw Konstantinowitsch Smirnow, genannt Stas Smirnov, (russisch Станислав Константинович Смирнов; englische Transkription: Stanislav Konstantinovich Smirnov; * 3. September 1970 in Leningrad) ist ein russischer Mathematiker, der sich mit der Theorie der Perkolation und dynamischen Systemen im Komplexen beschäftigt.
Smirnow gewann 1986 und 1987 die Goldmedaille bei der Internationalen Mathematik-Olympiade, jeweils mit höchstmöglicher Punktzahl. Er studierte an der Universität Sankt Petersburg bei Wiktor Chawin und wurde 1996 am Caltech bei Nikolai Georgijewitsch Makarow promoviert. Als Post-Doc war er am Max-Planck-Institut für Mathematik in Bonn, an der Yale University und am Institute for Advanced Study. 1998 ging er an die Königliche Technische Hochschule in Stockholm als Dozent und war gleichzeitig Forscher an der Königlich Schwedischen Akademie der Wissenschaften. Seit 2003 ist er Professor an der Universität Genf.
Smirnow gelangen wichtige Beiträge in der Theorie der Perkolation mit Hilfe der SLE von Oded Schramm (Schramm-Löwner-Evolution). Unter anderem bewies er konforme Invarianz bei Perkolation auf Dreiecks-Gittern am kritischen Punkt (und bewies eine Formel für die Übergangswahrscheinlichkeiten in diesem Grenzfall, die von John Cardy vermutet wurde) sowie danach auch für das Zufalls-Cluster-Modell (Random Cluster Model) und das Ising-Modell in zwei Dimensionen (mit Dmitri Sergejewitsch Tschelkak). Mit Wendelin Werner bewies er auch Sätze über die Existenz und die Werte der kritischen Exponenten bei zweidimensionaler Perkolation.
Er erhielt 2001 mit Oded Schramm den Salem-Preis und den Clay Research Award. 2002 erhielt er den Rollo Davidson Preis, 2004 den EMS-Preis der European Mathematical Society und im Jahr 2010 erhielt er die Fields-Medaille. Er ist Fellow der American Mathematical Society und  seit 2013 Mitglied der Academia Europaea.
Er ist Ehrendoktor der Universität Joseph Fourier Grenoble I. 1996 erhielt er den Preis für junge Mathematiker der Sankt Petersburger Mathematischen Gesellschaft.
2006 war er Gastredner auf dem Internationalen Mathematikerkongress in Madrid (Towards conformal invariance of two dimensional lattice models). 2012/13 und 2013/14 war er im Abel-Preis-Komitee.
Zu seinen Doktoranden gehört Hugo Duminil-Copin.